# 江波譲二
江波 譲二（えなみ じょうじ、1938年（昭和13年）5月13日 - ）は、東京都江東区出身の漫画家。

## 来歴
小学生の頃からスポーツ万能で学力優秀な生徒であった。中学生の頃に手塚治虫の漫画に影響を受け漫画家を目指す。東京都立第三商業高等学校卒業後の1957年、日の丸（集英社）掲載「幕末珍騒動」で漫画家デビュー。貸本漫画「トップ屋ジョーシリーズ」（ひばり書房）で人気漫画家となる。南波健二と大仙プロを設立。その後は少年誌や青年誌の世界で活躍した。近年では代々木アニメーション学院で講師を務めた。
2014年、「都会派アクション劇画～江波じょうじの世界～展」が、8月7日から31日にかけて東京・江東区森下文化センターで開催された。

## 作品リスト
- トップ屋ジョー（ひばり書房 1959年）
- 稲妻エース（少年サンデー連載）
- パピヨン（少年マガジン連載）
- ジャングルプリンス（少年ブック 連載）
- 泥んこ球場
- とびだせ健!!（小学五年生 1964年4月号 - 9月号連載）
- 秘密指令0号（小学五年生 1966年5月号）
- ウルトラQ（小学五年生 1966年6月号-8月号連載）
- キャプテンウルトラ（小学五年生 1967年4月号 - 10月号連載）
- キャプテン・スカーレット（週刊少年サンデー 1968年連載、小学四年生 1968年1月号 - 4月号連載、小学五年生 1968年4月号 - 7月号連載）
- マイティジャック（小学四年生 1968年5月号 - 12月号連載）
- 友情のバッテリー（原作：スドウテルオ 小学四年生 1969年8月号 - 1970年3月号連載）
- すすりなく鏡（原作：スドウテルオ 小学四年生 1970年12月号 - 1971年2月号連載）
- パピオン（少年マガジン 1971年連載）
- シルバー仮面（小学一年生 連載 1972年1月号 - 6月号連載）
- 猿の軍団（小学三年生 1974年12月号 - 1975年3月号連載）
- ウルトラセブン（小学五年生 1979年6月号付録掲載）
- 電光石火の男
- 死のプレゼント
- 傷だらけの金狼
- 警察拳銃（原作：滝沢解）
- 国際軍事法廷（原作：小池一夫）
- ザ・テロル（原作：小池一夫）
- デイトナに虹を見た（原作：金子和弘）
- カメラマン・サム

## アシスタント
- すがやみつる
- 広井てつお
- ほしのちあき（星野智明）神崎智明
- 細井雄二